# ブノワ・バジアシーレ
ブノワ・バディアシル（フランス語: Benoît Badiashile、2001年3月26日 - ）は、フランス・リモージュ出身のサッカー選手。プレミアリーグ・チェルシーFC所属。フランス代表。ポジションはディフェンダー。

## 経歴

### クラブ
フランス・リモージュ出身、リモージュFCやSCマルゼルブを経て、2016年7月30日にASモナコに移籍した。2018-2019シーズンにリーグ・アンデビューを果たした。
2019年12月19日、ASモナコとの契約が2024年まで延長したことが発表された。
2023年1月5日、チェルシーFCに7年半契約で完全移籍したことが発表された。1月15日に行われた、クリスタル・パレス戦でチェルシーデビューした。

### 代表
U16からフランスの各世代別代表に選ばれ、U-19代表ではUEFA U-19欧州選手権に出場した。
2022年9月、UEFAネーションズリーグに臨むフランス代表に初招集され、9月22日のオーストリア代表戦で先発フル出場してA代表初キャップを刻んだ。

## 人物
兄のロイク・バジアシーレもサッカー選手。ポジションはゴールキーパー。

## 個人成績
| クラブ   | シーズン | リーグ | リーグ | リーグカップ | リーグカップ | フランスカップ | フランスカップ | CL   | CL   | 合計 | 合計 |
| クラブ   | シーズン | 出場   | 得点   | 出場         | 得点         | 出場           | 得点           | 出場 | 得点 | 出場 | 得点 |
| -------- | -------- | ------ | ------ | ------------ | ------------ | -------------- | -------------- | ---- | ---- | ---- | ---- |
| ASモナコ | 2018-19  | 20     | 1      | 3            | 0            | 1              | 0              | 2    | 0    | 26   | 1    |
| ASモナコ | 通算     | 20     | 1      | 3            | 0            | 1              | 0              | 2    | 0    | 26   | 0    |